# Кенийско-российские отношения
Кенийско-российские отношения (суахили Uhusiano wa Kenya-Urusi) — двусторонние дипломатические отношения между Кенией и Россией.

## История
Дипломатические отношения были установлены 14 декабря 1963 года.
Во время холодной войны Кения являлось членом Движения неприсоединения и поддерживала хорошие отношения с СССР.

## Государственные визиты
В конце 2010 года Сергей Лавров посетил Найроби, где встретился с президентом Кении Мваи Кибаки и с и.о. министра иностранных дел Кении Джорджем Саитоти. Лавров стал первым главой МИДа посетившим Кению.
В октября 2019 года президент Кении Ухуру Кениата принял участие в саммите Россия — Африка в Сочи.

## Сотрудничество в сфере торговли
Товарооборот между Кенией и Россией в 2018 году составил 342,5 миллиона долларов.